# Barbara Gibson
Pour les articles homonymes, voir Gibson.
Barbara Ann Gibson, née le 25 août 1962 à Oklahoma City, est une femme politique britannique.
En 2019 elle est élue députée européenne du parti des Libéraux-démocrates.

## Carrière universitaire
Gibson enseigne la communication d'affaires interculturelle au Birkbeck College.

## Carrière politique
Gibson a été élue au conseil du comté de Hertfordshire en 2017. Elle a pris ce siège à un candidat conservateur sortant dans un district électoral où son parti n'avait pas été représenté pendant les quatre années précédentes.
Aux élections européennes de 2019, elle est, avec Lucy Nethsingha, une des deux députées libérales démocrates élues dans la circonscription d'Angleterre de l'Est.